# Puchar Polski w piłce siatkowej kobiet (2007/2008)
Puchar Polski w piłce siatkowej kobiet 2007/2008 – 51. sezon rozgrywek o siatkarski Puchar Polski odbywający się od 1932 roku. 

## System rozgrywek
Rozgrywki składały się z 5 rund wstępnych, w których wystąpiły zespoły z I, II i III lig. Drużyny, które zwyciężyły w 5. rundzie zagrały w VI rundzie razem z zespołami z Plusligi z miejsc 5-10. po 9. kolejkach rundy zasadniczej. W ćwierćfinałach rozstawione były kolejne 4 najlepsze zespoły Plusligi Kobiet.

## Rozgrywki

### I runda
| Data       | Drużyna 1                | Wynik | Drużyna 2      | Sety                             |
| ---------- | ------------------------ | ----- | -------------- | -------------------------------- |
| 08.09.2007 | Politechnika Śl. Gliwice | 2:3   | MCKiS Jaworzno |                                  |
| 08.09.2007 | MKS Andrychów            | 3:2   | UMKS Łańcut    | 25:20, 19:25, 21:25, 29:27, 15:7 |

### II runda
| Data       | Drużyna 1        | Wynik | Drużyna 2                | Sety                              |
| ---------- | ---------------- | ----- | ------------------------ | --------------------------------- |
| 15.09.2007 | MCKiS Jaworzno   | 0:3   | Gwardia Wrocław          | 12:25, 6:25, 12:25                |
| 15.09.2007 | Budowlani Toruń  | 1:3   | Skra Bełchatów           | 26:24, 20:25, 19:25, 19:25        |
| 15.09.2007 | Budowlani Łódź   | 3:1   | Piast Szczecin           | 25:11, 25:19, 20:25, 25:14        |
| 15.09.2007 | Polonia Świdnica | 0:3   | Politechnika Częstochowa | 12:25, 19:25, 14:25               |
| 15.09.2007 | Chrobry Poznań   | 0:3   | Chemik Police            | 15:25, 16:25, 20:25               |
| 15.09.2007 | Sparta Warszawa  | 0:3   | KSZO Ostrowiec Św.       | 18:25, 21:25, 20:25               |
| 15.09.2007 | PLKS Pszczyna    | 1:3   | Sokół Chorzów            | 18:25, 28:26, 16:25, 15:25        |
| 15.09.2007 | MKS Andrychów    | 3:2   | Wisła Kraków             | 22:25, 25:22, 25:21, 21:25, 15:11 |

### III runda
| Data       | Drużyna 1      | Wynik | Drużyna 2                | Sety                       |
| ---------- | -------------- | ----- | ------------------------ | -------------------------- |
| 03.10.2007 | Skra Bełchatów | 3:0   | Gwardia Wrocław          | 25:18, 25:14, 25:18        |
| 03.10.2007 | Budowlani Łódź | 3:0   | Politechnika Częstochowa | 25:17, 25:17, 25:22        |
| 03.10.2007 | Chemik Police  | 3:1   | KSZO Ostrowiec Św.       | 25:19, 25:21, 19:25, 26:24 |
| 03.10.2007 | MKS Andrychów  | 1:3   | Sokół Chorzów            | 23:25, 12:25, 25:22, 14:25 |

### IV runda
| Data       | Drużyna 1      | Wynik | Drużyna 2      | Sety                              |
| ---------- | -------------- | ----- | -------------- | --------------------------------- |
| 10.10.2007 | Budowlani Łódź | 3:1   | Skra Bełchatów | 25:23, 22:25, 25:20, 25:17        |
| 17.10.2007 | Skra Bełchatów | 3:2   | Budowlani Łódź | 23:25, 25:16, 25:12, 19:25, 15:13 |
|            |                |       |                |                                   |
| 10.10.2007 | Chemik Police  | 3:0   | Sokół Chorzów  | 25:17, 25:19, 28:26               |
| 17.10.2007 | Sokół Chorzów  | 3:1   | Chemik Police  | 23:25, 25:20, 25:20, 25:15        |

### Ćwierćfinały
| Data       | Drużyna 1                 | Wynik | Drużyna 2             | Sety                       |
| ---------- | ------------------------- | ----- | --------------------- | -------------------------- |
| 04.04.2008 | BKS Aluprof Bielsko-Biała | 3:0   | AZS AWF Poznań        | 25:23, 25:13, 25:21        |
| 04.04.2008 | Winiary Kalisz            | 3:0   | Stal Mielec           | 25:21, 25:20, 25:17        |
| 04.04.2008 | Farmutil Piła             | 3:1   | Energa Gedania Gdańsk | 25:20, 23:25, 25:19, 25:13 |
| 04.04.2008 | Muszynianka Muszyna       | 3:1   | Centrostal Bydgoszcz  | 25:23, 25:19, 20:25, 25:18 |

### Półfinały
| Data       | Drużyna 1                 | Wynik | Drużyna 2           | Sety                       |
| ---------- | ------------------------- | ----- | ------------------- | -------------------------- |
| 05.04.2008 | BKS Aluprof Bielsko-Biała | 1:3   | Winiary Kalisz      | 26:24, 16:25, 17:25, 21:25 |
| 05.04.2008 | Farmutil Piła             | 3:0   | Muszynianka Muszyna | 25:22, 25:19, 25:22        |

### Finał
| Data       | Drużyna 1      | Wynik | Drużyna 2     | Sety                |
| ---------- | -------------- | ----- | ------------- | ------------------- |
| 06.04.2008 | Winiary Kalisz | 0:3   | Farmutil Piła | 23:25, 23:25, 17:25 |